# Karen Avaguian
Karen Avaguian –en armenio, Կարեն Ավագյան– (12 de mayo de 1999) es un deportista armenio que compite en halterofilia. Ganó una medalla de oro en el Campeonato Europeo de Halterofilia de 2021, en la categoría de 89 kg.

## Palmarés internacional
| Campeonato Europeo | Campeonato Europeo | Campeonato Europeo | Campeonato Europeo |
| Año                | Lugar              | Medalla            | Categoría          |
| ------------------ | ------------------ | ------------------ | ------------------ |
| 2021               | Moscú (Rusia)      | Medalla de oro     | 89 kg              |